# Koppelarij

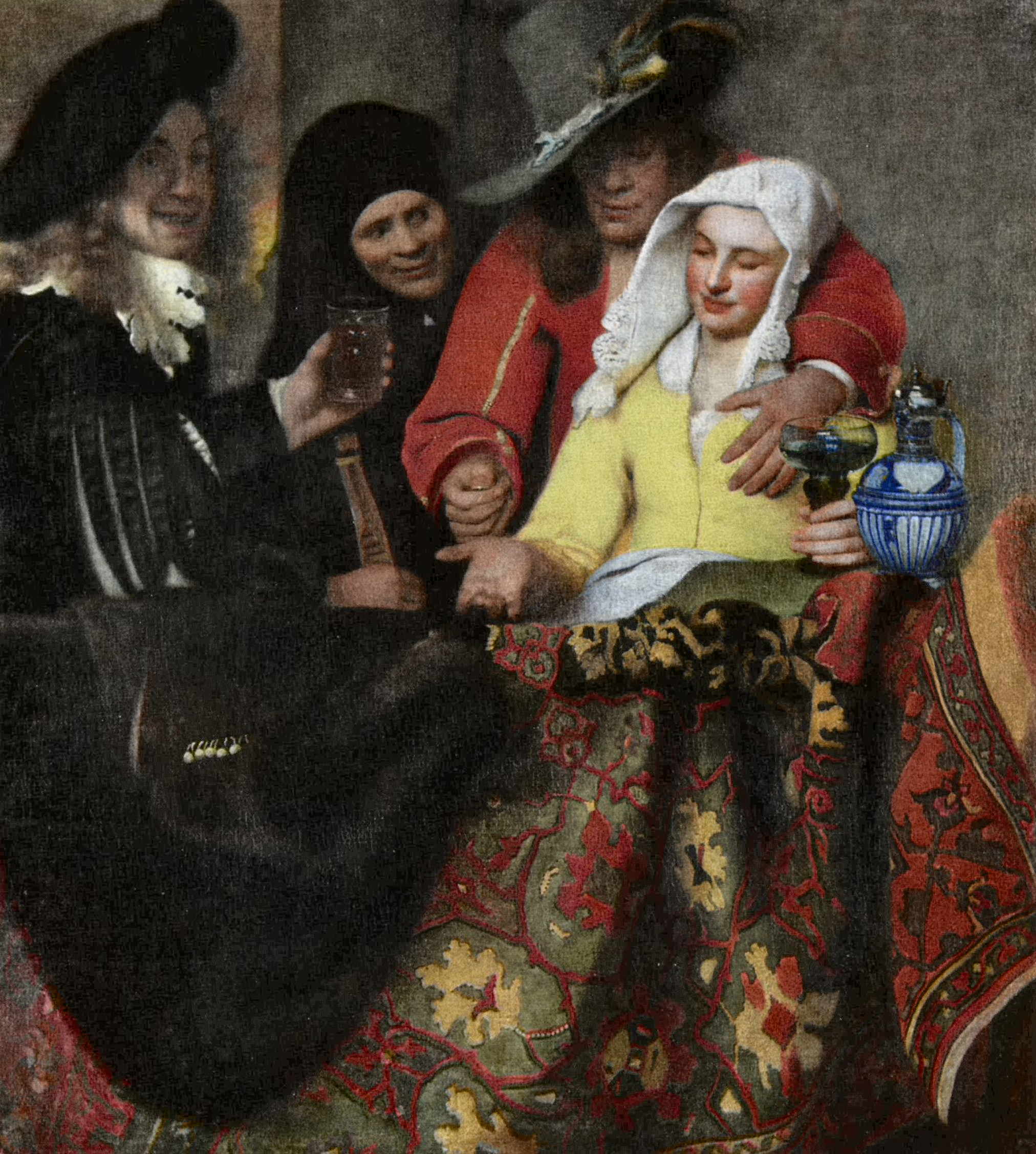
De Koppelaarster van Vermeer, koppelarij in de Gouden eeuw.

Koppelarij is het in contact brengen van personen die op zoek zijn naar een affectieve relatie of seksueel contact.

## Prostitutie
Eén betekenis van koppelarij is de praktijk waarbij men tegen betaling de gelegenheid schept waarbij twee andere mensen seks met elkaar hebben, zodanig dat er sprake is van prostitutie. Een man die aan deze vorm van koppelarij doet, is een pooier, een vrouw die dat doet heet een madam. Ook het onder jongeren voorkomende verschijnsel van de loverboy en de lovergirl vallen onder koppelarij.
Deze vorm van koppelarij is in de meeste landen, waaronder Nederland, formeel strafbaar gesteld. Het bevindt zich echter in een schemergebied, omdat het exploiteren van een bordeel bijvoorbeeld wel legaal is.

## Relatiebemiddeling
Een koppelaar of koppelaarster is ook een tussenpersoon die relaties en huwelijken tot stand brengt, een relatiebemiddelaar of "huwelijksmakelaar" (Jiddisch: sjadchen).